# 后周镇
后周镇，是中华人民共和国江苏省常州市溧阳市下辖的一个已撤销乡镇级行政单位，位于溧阳市北部。2007年并入别桥镇。

## 历史
清代在永泰區内设後周步。中华民国初撤区建市、乡后，属來蘇鄉（乡公所驻甓橋，下设111图）。1929年改市乡制为区－乡二级制，设後周鄉，属县辖竹簀橋區（1935年改称第三區）。1947年改为後周鎮，当年又改为永泰鄉，属綢繆區。
1949年建立後周鄉，属县辖別橋區。当年又拆分为後周、西沈、石橋3个鄉，其中西沈鄉屬竹簀區。1956年撤销石桥乡并入后周乡，并划归竹箦区管理。1957年撤销西沈乡并入后周乡，并撤销县辖区级建制，直属於溧阳县，1958年至1983年期间改称后周公社。
1993年初撤乡建镇，2007年撤销后周镇并入别桥镇。

## 行政区划
撤销前后周镇下辖以下地区：
后周社区、黄金山村、玉华山村、小石桥村、塘马村、后周村、西庄村、西马村和下梅村。 